# Anatolij Konstantinovič Serov
Anatolij Konstantinovič Serov (rusky Анато́лий Константи́нович Серо́в; 20. března 1910 Voroncovka – 11. května 1939) byl sovětský letec, Hrdina Sovětského svazu (1939).
Anatolij Serov se na přelomu let 1937/38 na straně republikánů účastnil bojů Španělské občanské války. Zde s letounem Polikarpov I-15 vykonal více než 180 bojových letů. Při 38 z nich sám sestřelil osm nepřátelských letadel, podíl měl na dalších sedmi sestřelech. 2. března 1938 mu byl udělen titul Hrdina Sovětského svazu. Byl prvním manželem herečky Valentiny Serovové.
Zahynul při letecké nehodě při cvičném letu. Obětí této nehody se stala i Polina Denisovna Osipenko, jedna z prvních žen, která získala titul Hrdina Sovětského svazu. Anatolij Konstantinovič Serov je pohřben na pohřebišti u Kremelské zdi. V roce 1979 získal in memoriam čestné občanství města Serov, které nese jeho jméno od roku 1939.